# Neocompsa werneri
Neocompsa werneri es una especie de coleópteros perteneciente a la familia Cerambycidae. Fue descrita por Martins en 1970.